# Channing Tatum
Channing Matthew Tatum (* 26. April 1980 in Cullman, Alabama) ist ein US-amerikanischer Schauspieler, Filmproduzent, Tänzer und Model.

## Leben
Tatum, der englische, irische, französische und deutsche Vorfahren hat, wuchs mit seiner älteren Schwester Paige in einem katholischen Elternhaus auf einer Farm in Cullman, Alabama auf. Sein Vater Glenn war im Baugewerbe tätig, während seine Mutter Kay (geb. Faust) für eine Fluggesellschaft arbeitete.
In seiner Kindheit spielte er Baseball, American Football und übte verschiedene Kampfsportarten aus. Da er auf seiner High School zu den besten Athleten gehörte, erhielt er ein Football-Stipendium am Glenville State College in West Virginia, welches er jedoch ablehnte. Als Folge arbeitete Channing Tatum als Bauarbeiter, Verkäufer und Hypothekenmakler. Später zog er mit seinen Eltern und seiner Schwester nach Tampa, Florida. Dort tanzte er unter dem Namen „Chan Crawford“ in einem Strip-Lokal. Ende der 1990er Jahre zog er nach Miami, wo er auf der Straße von einem Model-Scout entdeckt wurde. Nach einigen Jahren mündete seine Modeltätigkeit in eine Schauspielkarriere.

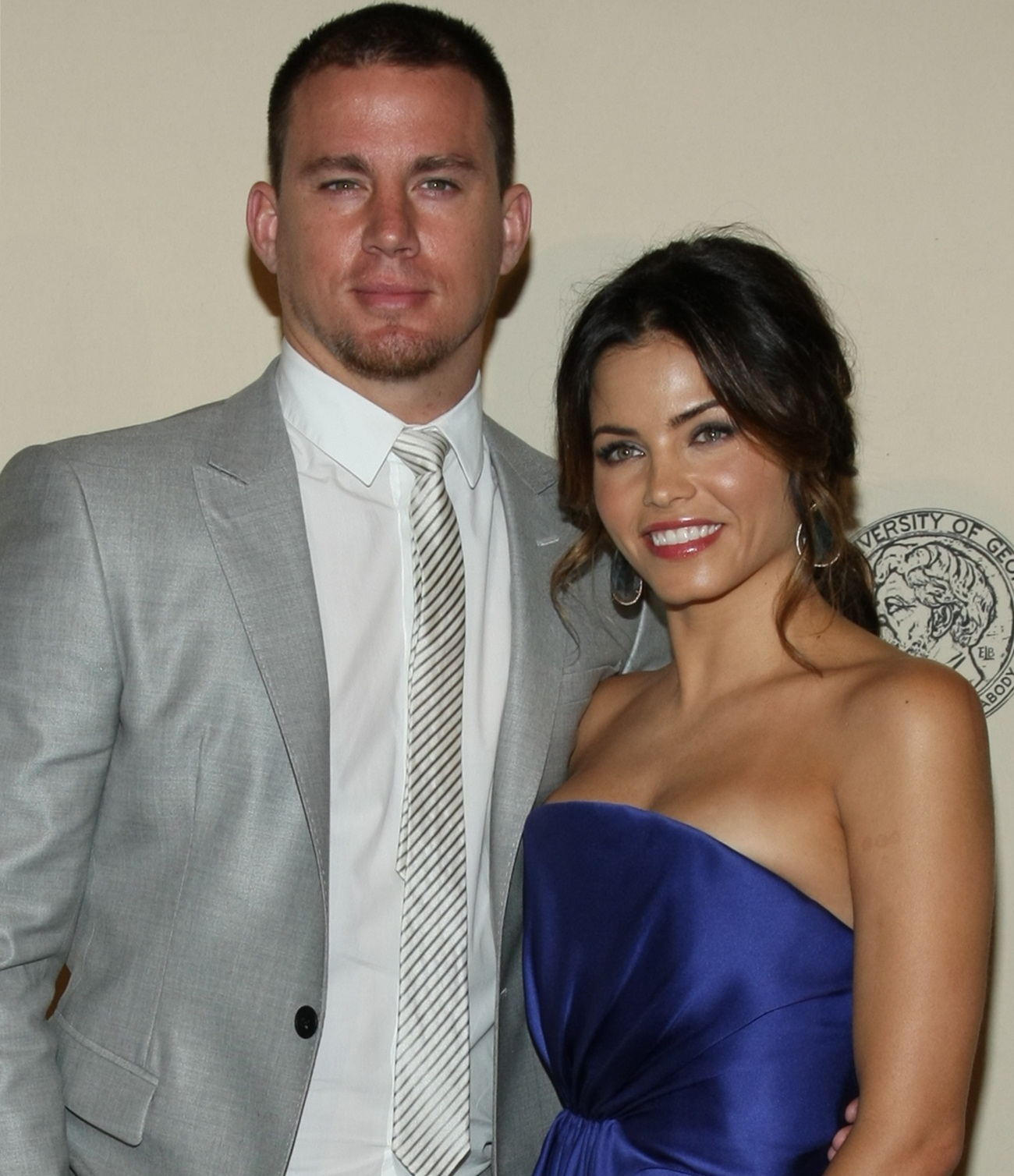
Tatum mit seiner damaligen Frau Jenna Dewan (2012)

Am 5. September 2008 verlobte sich Tatum mit der Tänzerin und Schauspielerin Jenna Dewan, die er bei den Dreharbeiten zum Film Step Up kennengelernt hatte. Die beiden heirateten am 11. Juli 2009 in Malibu, Kalifornien. Das Ehepaar wohnte gemeinsam in den Hollywood Hills. Im Mai 2013 kam die gemeinsame Tochter in einer Klinik in London zur Welt. Anfang April 2018 trennte sich das Paar. Tatum teilte die Trennung via Twitter mit. Es stünden „keine Geheimnisse oder anzügliche Ereignisse“ hinter der Entscheidung, betonte er. Ab Oktober 2018 war der Schauspieler mit der Sängerin Jessie J liiert und er zog zu ihr nach England.  Im April 2020 wurde ihre Trennung bekannt. Von 2021 bis Oktober 2024 war er in einer Beziehung mit Zoë Kravitz.
Tatum ist römisch-katholisch.
Im Jahr 2012 wurde er vom Magazin People zum Sexiest Man Alive gekürt.
2017 wurde er in die Academy of Motion Picture Arts and Sciences (AMPAS) aufgenommen, die jährlich die Oscars vergibt.

## Karriere
Seine Karriere startete Tatum im Jahr 2000 als Tänzer in Ricky Martins Musikvideo zum Song She Bangs. Daraufhin begann er seine Tätigkeit als Model und war in Kampagnen von Abercrombie and Fitch, Dolce & Gabbana, Armani, Nautica und Pepsi zu sehen. In Miami unterzeichnete er kurze Zeit später bei einer Modelagentur.
Im Jahr 2004 gab er in einer Folge von CSI: Miami sein Schauspieldebüt. Ein Jahr später erhielt Channing Tatum eine Rolle in dem Basketballfilm Coach Carter. Im gleichen Jahr war er in den Independentfilmen Havoc mit Anne Hathaway sowie in Kids – In den Straßen von New York an der Seite von Robert Downey Jr. und Rosario Dawson zu sehen. 2006 spielte Tatum neben Amanda Bynes eine Hauptrolle in der Liebeskomödie She’s the Man – Voll mein Typ!.
2006 erhielt Channing Tatum zusammen mit dem Schauspielerensemble von A Guide to Recognizing Your Saints den Special Jury Prize des Sundance Film Festival. Für den Film war er bei den Gotham Awards auch für den Breakthrough Award nominiert.
Tatum spielte 2008 im Kriegsdrama Stop-Loss der Regisseurin Kimberly Peirce die Rolle des Soldaten Steve Shriver. Diese Rolle brachte ihm auch einen Teen Choice Award ein.
Eine weitere bedeutende Hauptrolle in einem Film spielte Tatum 2009 in G.I. Joe – Geheimauftrag Cobra. In der Fortsetzung G.I. Joe – Die Abrechnung von 2013 spielt er lediglich eine Nebenrolle.
Unter dem Titel Magic Mike drehte Steven Soderbergh 2011 einen biographischen Film über Tatums Zeit als Stripper, in dem dieser selbst die Titelrolle spielt. 2022 gab Tatum mit Dog – Das Glück hat vier Pfoten sein Regiedebüt.
Tatums deutsche Standardsynchronstimme ist Daniel Fehlow.

## Filmografie (Auswahl)

### Schauspieler
- 2004: CSI: Miami (Fernsehserie, Folge 3x02 Der letzte Zeuge)
- 2005: Coach Carter
- 2005: Supercross
- 2005: Krieg der Welten (War of the Worlds)
- 2005: Havoc
- 2006: Kids – In den Straßen New Yorks (A Guide to Recognizing Your Saints)
- 2006: She’s the Man – Voll mein Typ! (She’s the Man)
- 2006: Step Up
- 2007: Battle in Seattle
- 2007: The Trap (Kurzfilm)
- 2008: Step Up to the Streets (Step Up 2 the Streets)
- 2008: Stop-Loss
- 2009: Public Enemies
- 2009: G.I. Joe – Geheimauftrag Cobra (G.I. Joe: The Rise of Cobra)
- 2009: Fighting
- 2010: Das Leuchten der Stille (Dear John)
- 2010: Morgan and Destiny’s Eleventeenth Date: The Zeppelin Zoo
- 2011: Dickste Freunde (The Dilemma)
- 2011: Der Adler der neunten Legion (The Eagle)
- 2011: Ein Cop mit dunkler Vergangenheit – The Son of No One (The Son of No One)
- 2011: 10 Jahre – Zauber eines Wiedersehens (10 Years)
- 2012: Für immer Liebe (The Vow)
- 2012: Haywire
- 2012: 21 Jump Street
- 2012: Magic Mike
- 2013: G.I. Joe – Die Abrechnung (G.I. Joe: Retaliation)
- 2013: Side Effects – Tödliche Nebenwirkungen (Side Effects)
- 2013: Das ist das Ende (This Is the End)
- 2013: White House Down
- 2013: Don Jon
- 2014: The LEGO Movie (Stimme von Superman)
- 2014: 22 Jump Street
- 2014: Foxcatcher
- 2014: Manolo und das Buch des Lebens (The Book of Life, Stimme von Joaquin)
- 2015: Jupiter Ascending
- 2015: Magic Mike XXL
- 2015: The Hateful Eight
- 2016: Hail, Caesar!
- 2017: The LEGO Batman Movie (Stimme im Original)
- 2017: Logan Lucky
- 2017: Kingsman: The Golden Circle
- 2019: The LEGO Movie 2 (The Lego Movie 2: The Second Part, Stimme von Superman)
- 2021: America: Der Film (America: The Motion Picture, Stimme von George Washington)
- 2021: Free Guy
- 2022: Dog – Das Glück hat vier Pfoten (Dog, auch Regie)
- 2022: The Lost City – Das Geheimnis der verlorenen Stadt (The Lost City)
- 2022: Bullet Train
- 2023: Magic Mike: The Last Dance (Magic Mike’s Last Dance)
- 2024: To the Moon (Fly Me to the Moon)
- 2024: Deadpool & Wolverine
- 2024: Blink Twice
- 2025: Atropia

### Produzent
- 2011: 10 Jahre – Zauber eines Wiedersehens (10 Years)
- 2012: Magic Mike
- 2014: 22 Jump Street
- 2015: Magic Mike XXL
- 2017: Logan Lucky
- 2018: 6 Balloons
- 2019: Light Years
- 2021: America: Der Film (America: The Motion Picture)
- 2023: Magic Mike: The Last Dance (Magic Mike’s Last Dance)
- 2024: Spaceman: Eine kurze Geschichte der böhmischen Raumfahrt (Spaceman)
- 2024: Blink Twice

## Auszeichnungen
- 2006: Nominierung Breakthrough Award bei den Gotham Awards für Kids – In den Straßen von New York
- 2006: Gewonnen Special Jury Prize von Sundance Film Festival für Kids – In den Straßen von New York
- 2008: Gewonnen Teen Choice Award als Choice Movie Actor – Drama für Stop-Loss
- 2008: Gewonnen Teen Choice Award als Choice Movie – Drama für Step Up to the Streets
- 2008: Nominierung Teen Choice Award als Choice MySpacer
- 2009: Nominierung Teen Choice Award als Choice Movie Actor – Drama für Fighting
- 2010: Nominierung MTV Movie Award als Best Male Performance für Das Leuchten der Stille
- 2010: Nominierung MTV Movie Award als Best Ass Kicking Star für G.I. Joe – Geheimauftrag Cobra
- 2010: Gewonnen Teen Choice Award als Choice Movie Actor – Action Adventure für G.I. Joe – Geheimauftrag Cobra
- 2012: Nominierung MTV Movie Awards als Best Male Performance für Für immer Liebe
- 2012: Nominierung MTV Movie Awards als Best Kiss für Für immer Liebe
- 2012: Nominierung MTV Movie Awards als Best Fight für 21 Jump Street
- 2012: Gewonnen Sexiest Man Alive
- 2014: Gewonnen Jupiter in der Kategorie Bester internationaler Darsteller für White House Down
- 2016: Nominierung Goldene Himbeere als Worst Actor für Jupiter Ascending